# Шевандронова, Ирина Васильевна
Ирина Васильевна Шевандро́нова (1928 — 1993) — советский живописец.

## Биография
Родилась 24 марта 1928 года в Москве. Призвание определилось рано. В конце войны, в 1943 году, успешно сдав вступительные экзамены,  она поступила в Московскую среднюю художественную школу. Среди педагогов школы был известный советский художник Почиталов Василий Васильевич.
Окончила МГАХИ имени В. И. Сурикова в 1953 году. Ещё до окончания обучения в институте участвовала в выставках, начиная с 1951 года.
Дипломная работа художницы — картина «Дети в сельской библиотеке» стала примером одного из лучших жанровых произведений советской живописи 1950-х годов и была сразу приобретена ГТГ.
Работы Ирины Васильевны представлены в ГТГ и ГРМ. К числу известных работ художника также относятся «Пути-дороги юности» (1970), «Молодые» (1974).

## Награды и звания
- заслуженный художник РСФСР (1963)
- народный художник РСФСР (1989)